# Sageretia gracilis
Sageretia gracilis är en brakvedsväxtart som beskrevs av James Ramsay Drummond och Sprague. Sageretia gracilis ingår i släktet Sageretia och familjen brakvedsväxter. Inga underarter finns listade i Catalogue of Life.